# 윤제문
윤제문(尹帝文, 1970년 3월 9일 ~ )은 대한민국의 배우이다.

## 연기 활동

### 드라마
- 2008년 MBC 수목드라마 《종합병원 2》 ... 권대수 역
- 2009년 KBS2 수목드라마 《아이리스》 ... 박상현 역
- 2011년 SBS 월화드라마 《마이더스》 ... 유성준 역
- 2011년 SBS 수목 특별기획 드라마 《뿌리깊은 나무》 ... 가리온(정기준) 역
- 2012년 MBC 수목드라마 《더킹 투하츠》 ... 김봉구 역
- 2013년 JTBC 일요드라마 《세계의 끝》 ... 강주헌 역
- 2014년 SBS 드라마 스페셜 《쓰리 데이즈》 ... 신규진 역
- 2015년 JTBC 금토드라마 《라스트》 ... 작두 역
- 2021년 KBS2 월화드라마 《연모》... 한기재 역
- 2022년 Disney+ 오리지널 드라마 《형사록》 ... 천 사장 역
- 2022년 JTBC 금토일드라마 《재벌집 막내아들》 ... 진영기 역
- 2023년 웹드라마 《하이쿠키》 ... 허 실장 역
- 2024년 KBS2 월화드라마 《멱살 한번 잡힙시다》 ... 모형택 역
- 2024년 Disney+ 오리지널 드라마 《화인가 스캔들》 ... 한상일 역
- 2024년~2025년 채널A 토일 드라마 《체크인 한양》 ... 병조판서 오영락 역
- 2025년 JTBC 토일드라마 《협상의 기술》 ... 이훈민 역

## 광고
- 광동제약 광동헛개차

### 영화
- 2000년 영화 《해 아래 햇살》 ... 우체부 역
- 2002년 영화 《정글 쥬스》 ... 하마 역
- 2003년 영화 《이공》
- 2003년 영화 《쇼미》
- 2003년 영화 《싱크 & 라이즈》
- 2004년 영화 《인플루엔자》
- 2004년 영화 《귀신이 산다》 ... 김 경장 역
- 2005년 영화 《남극일기》 ... 김성훈 역
- 2005년 영화 《너는 내 운명》 ... 재호 역
- 2006년 영화 《굿바이 칠드런》 ... 형사 역
- 2006년 영화 《열혈남아》 ... 민대식 역
- 2006년 영화 《괴물》 ... 노숙자 역 (첫 천만영화)
- 2006년 영화 《로망스》 ... 강 형사 역
- 2006년 영화 《비열한 거리》 ... 노상철 역
- 2007년 영화 《그놈 목소리》 ... 목사 역
- 2007년 영화 《우아한 세계》 ... 노 상무 역
- 2007년 영화 《어깨너머의 연인》 ... 김형식 역
- 2008년 영화 《대한이, 민국씨》 ... 박 형사 역
- 2008년 영화 《소년 감독》 ... 선생님 역
- 2008년 영화 《좋은 놈, 나쁜 놈, 이상한 놈》 ... 병춘 역
- 2009년 영화 《마더》 ... 남제문 형사 역
- 2009년 영화 《폭풍전야》 ... 조씨 역
- 2009년 영화 《그림자 살인》 ... 단장 역
- 2009년 영화 《차우》 ... 백만배 역
- 2010년 영화 《아이리스: 더 무비》 ... 박상현 역
- 2010년 영화 《이웃집 남자》 ... 상수 역
- 2011년 영화 《퀵》 ... 정민혁 역
- 2011년 영화 《평양성》 ... 남생 역
- 2012년 영화 《나는 공무원이다》 ... 한대희 역
- 2012년 영화 《인류멸망보고서》: 멋진 신세계 ... 주제문 역
- 2012년 영화 《전령》
- 2013년 영화 《전설의 주먹》 ... 신재석 역
- 2013년 영화 《동창생》 ... 차정민 역
- 2013년 영화 《고령화가족》 ... 오한모 역
- 2014년 영화 《해무》 ... 김 계장 역
- 2014년 영화 《나의 독재자》 ... 오 계장 역
- 2015년 영화 《쓰리 썸머 나잇》 ... 마기동 역
- 2016년 영화 《널 기다리며》 ... 대영 역
- 2016년 영화 《대배우》 ... 설강식 역
- 2016년 영화 《덕혜옹주》 ... 한택수 역
- 2017년 영화 《아수라》 ... 황인기 역
- 2017년 영화 《어느날》 ... 최두용 역
- 2017년 영화 《아빠는 딸》 ... 원상태 역
- 2017년 영화 《옥자》 ... 박문도 역
- 2018년 영화 《상류사회》 ... 한용석 역
- 2018년 영화 《군산: 거위를 노래하다》 ... 송현 전 남편 역
- 2018년 영화 《마약왕》 ... 김순평 역
- 2019년 영화 《천문: 하늘에 묻는다》 ... 최효남 역
- 2020년 영화 《지푸라기라도 잡고 싶은 짐승들》 ... 명구 역 (특별출연)
- 2020년 영화 《후쿠오카》 ... 제문 역
- 2021년 영화 《행복의 나라로》 ... 오일곤 역
- 2022년 영화 《뜨거운 피》 ... 홍 사채 역 (특별출연)
- 2022년 영화 《스텔라》 ... 남 회장 역 (특별출연)
- 2022년 영화 《한산 리덕스》 ... 구로다 칸베에 역
- 2022년 영화 《우수》 ... 사장 역
- 2023년 영화 《웅남이》 ... 오일곤 역
- 2024년 영화 《은하수》

## 수상 및 후보
| 연도 | 시상식                      | 부문                           | 작품               | 결과 |
| ---- | --------------------------- | ------------------------------ | ------------------ | ---- |
| 2000 | 동아연극상                  | 연기상                         | 빈칸               | 수상 |
| 2010 | 제11회 부산영화평론가협회상 | 남자 우수연기상                | 이웃집 남자        | 수상 |
| 2011 | SBS 연기대상                | 특별기획부문 남자 특별연기상   | 마이더스           | 수상 |
| 2012 | 제5회 코리아 드라마 어워즈  | 남자 우수연기상                | 뿌리깊은 나무      | 후보 |
| 2012 | MBC 연기대상                | 미니시리즈부문 남자 우수연기상 | 더킹 투하츠        | 후보 |
| 2016 | 제53회 대종상               | 남우조연상                     | 덕혜옹주           | 후보 |
| 2024 | KBS 연기대상                | 남자 조연상                    | 멱살 한번 잡힙시다 | 후보 |